# سیستم متغیر با زمان
سیستم متغیر با زمان (به انگلیسی: time-variant system) یا سامانه تغییرپذیر با زمان یا سامانه زمان‌وَردا سامانه‌ای است که پاسخ خروجی آن به لحظه مشاهده و همچنین لحظه اعمال سیگنال ورودی وابسته است. به عبارت دیگر، تأخیر زمانی (به انگلیسی: time delay) یا پیشروی زمانی (به انگلیسی: time advance) ورودی نه تنها سیگنال خروجی را در زمان جابجا می‌کند، بلکه سایر پارامترها و رفتار را نیز تغییر می‌دهد. سامانه‌های زمان‌وَردا به یک ورودی مشابه در زمان‌های مختلف پاسخ متفاوتی می‌دهند. برعکس آن در مورد سامانه‌های زمان‌ناوَردا (TIV) صادق است.

## نمای‌کلی
بسیاری از فنون‌های توسعه‌یافته برای برخورد با پاسخ سامانه‌های خطی زمان‌ناوَردا وجود دارد، مانند تبدیل‌های لاپلاس و فوریه. با این حال، این فنون‌ها به‌طور دقیق برای سامانه‌های زمان‌وَردا معتبر نیستند. سامانه‌ای که در مقایسه با ثابت‌های زمانی خود دچار وَردش زمانی (به انگلیسی: time variation) آهسته می‌شود، معمولاً می‌توان آن را زمان‌ناوَردا در نظر گرفت: آنها در مقیاس کوچک به زمان‌ناوَردا نزدیک هستند. نمونه‌ای از این، پیری و فرسودگی قطعات الکترونیکی است که در مقیاس سال‌ها اتفاق می‌افتد، و بنابراین منجر به هیچ رفتار کیفی متفاوتی با آنچه در یک سامانه زمان‌ناوَردا مشاهده می‌شود، نمی‌شود: روز به روز، آنها به‌طور مؤثر زمان‌ناوَردا هستند، اگرچه سال به سال، پارامترها ممکن است تغییر کنند. اگر سامانه به سرعت تغییر کند، سایر سامانه‌های زمان‌وَردای خطی ممکن است بیشتر شبیه سامانه‌های غیرخطی رفتار کنند - تفاوت قابل‌توجهی بین اندازه‌گیری‌ها.
موارد زیر را می‌توان در مورد یک سامانه زمان‌وَردا بیان کرد:
- وابستگی آشکار به زمان دارد.
- پاسخ ضربه به معنای عادی ندارد. سامانه را می‌توان با یک پاسخ ضربه مشخص کرد به جز اینکه پاسخ ضربه باید در هر لحظه زمان مشخص باشد.
- از نظر ثبات فرکانس توزیعی سیگنال مانا (به انگلیسی: stationary) نیست. این بدان معنی است که پارامترهای حاکم بر فرایند سیگنال با گذشت زمان تغییر می‌کنند. برای تئوری‌های عمیق در مورد این ویژگی، مانایی (آمار) را ببینید.

## سامانه‌های خطی زمان‌وَردا
سامانه‌های تغییرپذیر با زمان خطی (LTV) آنهایی هستند که پارامترهای آنها با زمان بر اساس قوانین مشخص شده قبلی تغییر می‌کند. از نظر ریاضی، وابستگی سامانه در طول زمان و پارامترهای ورودی که در طول زمان تغییر می‌کنند، خوش تعریف است.
{\displaystyle y(t)=f(x(t),t)}
برای حل سامانه‌های زمان‌وَردا، روش‌های جبری شرایط اولیه سامانه را در نظر می‌گیرند، یعنی سامانه ورودی‌صفر یا ورودی‌ناصفر است.

## نمونه‌هایی از سامانه‌های زمان‌وَردا
سامانه‌های زمان‌وَردا زیر را نمی‌توان با فرض زمان‌ناوَردا بودن آنها مدل‌سازی کرد:
- پاسخ ترمودینامیکی زمین به تغییرهای تابش خورشیدی ورودی با زمان به دلیل تغییر در سپیدایی زمین و وجود گازهای گلخانه‌ای در جو تغییر می‌کند.[۲][۳]
- تبدیل موجک گسسته، که اغلب در پردازش سیگنال نوین استفاده می‌شود، یک نوع زمان‌وَردا است زیرا از عملیات یکدهش (به انگلیسی: decimation) استفاده می‌کند.